# 特羅揚多韋
46°53′40″N 30°51′40″E / 46.89444°N 30.86111°E
特羅揚多韋（烏克蘭語：Трояндове）是位於烏克蘭西南部的村莊，由敖德萨州敖德萨区的多布羅斯拉夫市鎮負責管轄。該村始建於1940年，面積1.13平方公里，海拔高度75米，2001年人口1,623。